# آني مابل هودج
آني مابل هودج (بالإنجليزية: Annie Mabel Hodge)‏ هي مُدرسة نيوزيلندية، ولدت في 5 فبراير 1862، وتوفيت في 15 أكتوبر 1938.